# Sant Feliu de Buixalleu
Sant Feliu de Buixalleu è un comune spagnolo di 702 abitanti situato nella comunità autonoma della Catalogna.